# Hrobice

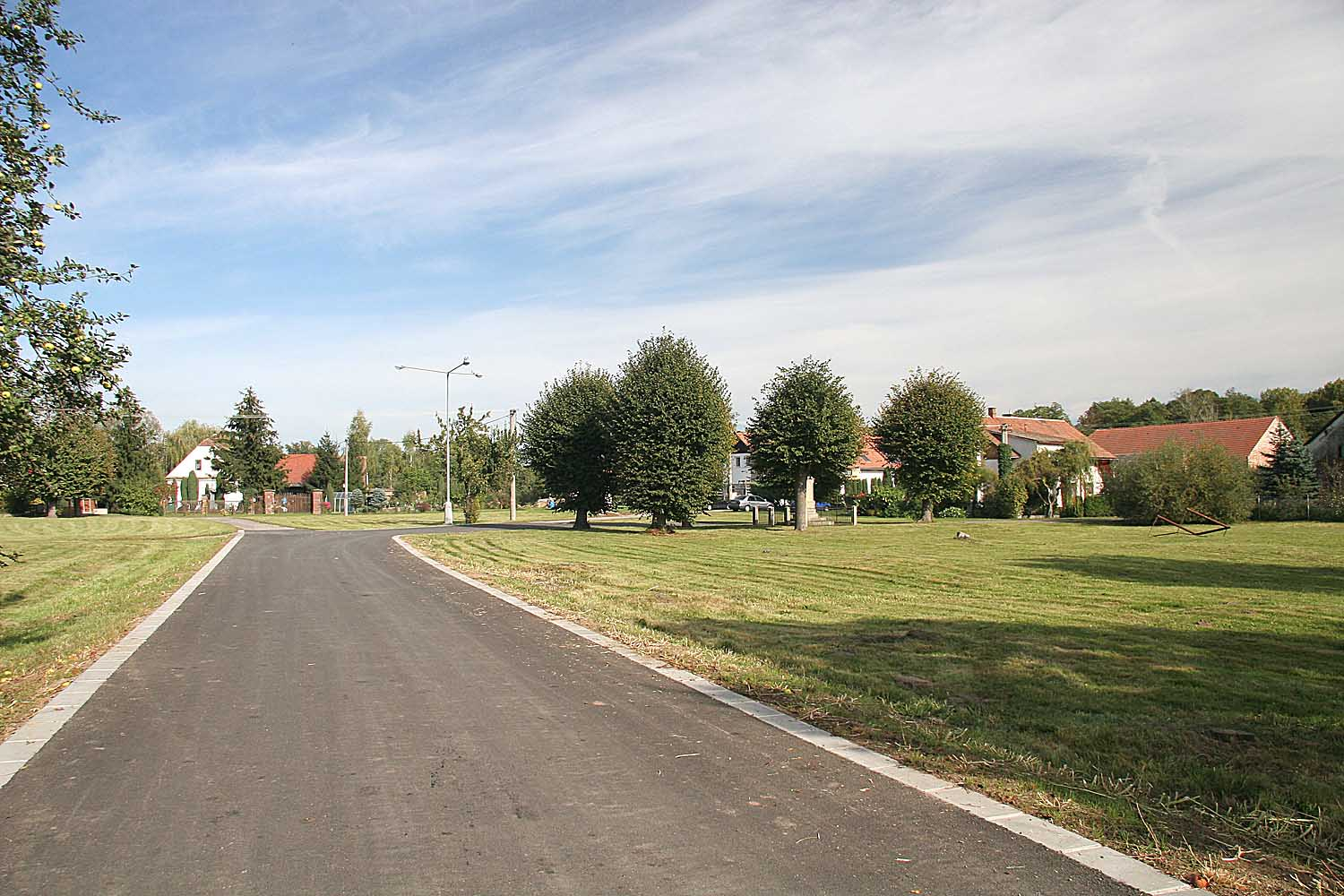
Dorfplatz

Hrobice (deutsch Hrobitz) ist eine Gemeinde in Tschechien. Sie liegt acht Kilometer nördlich des Stadtzentrums von Pardubice und gehört zum Okres Pardubice.

## Geographie
Hrobice befindet sich rechtsseitig  der Elbe in der Pardubická kotlina (Pardubitzer Becken). Durch den Ort führt die Staatsstraße II/324 zwischen Pardubice und Opatovice nad Labem, am westlichen Ortsrand verläuft die Staatsstraße I/37. Nördlich des Dorfes liegt das Kraftwerk Opatovice. Im Süden erhebt sich die markante Kunětická hora (307 m n.m.) mit der gleichnamigen Burg, südwestlich der Cháby (229 m n.m.). 
Nachbarorte sind Čeperka, Opatovice nad Labem und Vysoká nad Labem im Norden, Bukovina nad Labem im Nordosten, Dříteč im Osten, Dražkov, Němčice und Na Sibiři im Südosten, Ráby und Hradiště na Písku im Süden, Srch und Stéblová im Südwesten, Dolany im Westen sowie Ždánický Dvůr, Malá Čeperka, Podůlšany und Hrobický Dvůr im Nordwesten.

## Geschichte
Die erste schriftliche Erwähnung des Dorfes erfolgte 1371 als Besitz des Benediktinerklosters Opatowitz. Nachdem das Kloster 1421 von den Hussiten unter Diviš Bořek von Miletínek geplündert und niedergebrannt worden war, bemächtigte sich dieser der ausgedehnten Besitzungen. Im Jahre 1436 überschrieb König Sigismund große Teile des ehemaligen Klosterbesitzes an Diviš Bořek, der daraus die Herrschaft Kunburg bildete. Zum Ende des 15. Jahrhunderts erwarb Wilhelm von Pernstein die Herrschaften Pardubitz und Kunburg und vereinigte sie. Wilhelm von Pernstein ließ 1496 den Teich Velká Čeperka anlegen und zwischen 1498 und 1521 die Velká strúha zur Zuführung von Elbwasser in die Pardubitzer Fischteiche graben. Hrobice lag danach an der östlichen Dammseite des größten der Pardubitzer Fischteiche; in der Mitte des 16. Jahrhunderts war die Velká Čeperka mit geschätzten 1250 ha Wasserfläche einer der größten Teiche in Böhmen und deutlich größer als der Rosenberg-Weiher. 
1521 vererbte Wilhelm von Pernstein seine böhmischen Güter seinem jüngeren Sohn Vojtěch, nach dessen Tod fielen sie 1534 seinem Bruder Johann zu. Johann von Pernstein hinterließ 1548 seinem Sohn Jaroslav hohe Schulden. Am 21. März 1560 veräußerte Jaroslav von Pernstein die gesamte Herrschaft Pardubitz an König Ferdinand I. Dessen Nachfolger Maximilian II. übertrug die Verwaltung der königlichen Herrschaften der Hofkammer. 
Im Jahre 1835 bestand das im Chrudimer Kreis gelegene Dorf Hrobitz aus 15 Häusern, in denen 107 Personen lebten. Pfarrort war Dřitsch. Über den Teichdamm der Velká Čeperka verlief die Königgrätzer Straße. Bis zur Mitte des 19. Jahrhunderts blieb Hrobitz der k.k. Kameralherrschaft Pardubitz untertänig.
Nach der Aufhebung der Patrimonialherrschaften bildete Hrobice ab 1849 eine Gemeinde im Gerichtsbezirk Pardubitz. Ab 1868 gehörte die Gemeinde zum politischen Bezirk Pardubitz. 1869 hatte Hrobice 173 Einwohner und bestand aus 21 Häusern. Die Velká Čeperka wurde in der zweiten Hälfte des 19. Jahrhunderts trockengelegt; die Teichstätte wurde in Ackerland umgewandelt und der Hrobický Dvůr angelegt. Im Jahre 1900 lebten in dem Dorf 191 Menschen, 1910 waren es 176. 1930 hatte Hrobice 148 Einwohner. Im Jahre 1949 wurde Hrobice dem Okres Pardubice-okolí zugeordnet. Seit 1960 gehört die Gemeinde wieder zum Okres Pardubice. Beim Zensus von 2001 lebten in den 68 Häusern von Hrobice 187 Personen.

## Gemeindegliederung
Für die Gemeinde Hrobice sind keine Ortsteile ausgewiesen. Zu Hrobice gehört die Einschicht Hrobický Dvůr (Hrobitzer Hof).

## Sehenswürdigkeiten
- Naturreservat Baroch, südlich des Dorfes. Das Teich- und Sumpfgebiet ist der am besten erhaltene Überrest der Velká Čeperka. Der sich nordwestlich des Baroch erhebende Cháby bildet früher eine große Halbinsel in der Velká Čeperka.
- Naturdenkmal Tůň u Hrobic, abgeworfener Elbmäander nordöstlich des Dorfes
- Bedeutendes Landschaftselement Labiště u Němčic, abgeworfener Elbmäander südöstlich des Dorfes